# Boucles de l'Aulne 2017
La Boucles de l'Aulne 2017, settantottesima edizione della corsa e valevole come evento dell'UCI Europe Tour 2017 categoria 1.1, si svolse il 28 maggio 2017 su un percorso di 171,2 km, con partenza e arrivo a Châteaulin, in Francia. La vittoria fu appannaggio del norvegese Odd Christian Eiking, il quale completò il percorso in 4h10'24", alla media di 41,022 km/h, precedendo i francesi David Gaudu e Laurent Pichon. 
Sul traguardo di Châteaulin 82 ciclisti, su 114 partenti, portarono a termine la competizione.

## Squadre e corridori partecipanti
| N.    | Cod. | Squadra                      |
| ----- | ---- | ---------------------------- |
| 1-8   | ALM  | AG2R La Mondiale             |
| 11-18 | FDJ  | FDJ                          |
| 21-28 | COF  | Cofidis, Solutions Crédits   |
| 31-38 | DEN  | Direct Énergie               |
| 41-48 | FVC  | Fortuneo-Vital Concept       |
| 51-58 | DMP  | Delko Marseille Provence KTM |
| 61-68 | GAZ  | Gazprom-RusVelo              |
| 71-78 | AUB  | HP BTP-Auber 93              |

| N.      | Cod. | Squadra                       |
| ------- | ---- | ----------------------------- |
| 81-88   | RLM  | Roubaix-Lille Métropole       |
| 91-98   | ADT  | Armée de Terre                |
| 101-108 | FRA  | Francia                       |
| 111-118 | EUS  | Euskadi Basque Country-Murias |
| 121-128 | CCD  | Team Differdange-Losch        |
| 131-138 | AZT  | D'Amico Utensilnord           |
| 141-148 | IPC  | Interpro Cycling Academy      |

## Ordine d'arrivo (Top 10)
| Pos. | Corridore            | Squadra      | Tempo    |
| ---- | -------------------- | ------------ | -------- |
| 1    | Odd Christian Eiking | FDJ          | 4h10'24" |
| 2    | David Gaudu          | FDJ          | a 10"    |
| 3    | Laurent Pichon       | Fortuneo     | s.t.     |
| 4    | Julien Loubet        | Armée de Te. | s.t.     |
| 5    | Kévin Le Cunff       | Auber 93     | s.t.     |
| 6    | Julien El Fares      | Delko-Mar.   | s.t.     |
| 7    | Mathias Frank        | AG2R         | s.t.     |
| 8    | Daniel Navarro       | Cofidis      | s.t.     |
| 9    | Benjamin Thomas      | Armée de Te. | s.t.     |
| 10   | Mikel Bizkarra       | Euskadi      | s.t.     |